# Metrioptera
Metrioptera is een geslacht van rechtvleugeligen uit de familie sabelsprinkhanen (Tettigoniidae). De wetenschappelijke naam van dit geslacht is voor het eerst geldig gepubliceerd in 1838 door Constantin Wesmael.

## Soorten
Het geslacht Metrioptera omvat de volgende soorten:
- Metrioptera ambigua Pfau, 1986
- Metrioptera brachyptera (Linnaeus, 1761) - heidesabelsprinkhaan
- Metrioptera buyssoni (Saulcy, 1887)
- Metrioptera caprai Baccetti, 1956
- Metrioptera hoermanni (Werner, 1906)
- Metrioptera karnyana Uvarov, 1924
- Metrioptera maritima Olmo-Vidal, 1992
- Metrioptera oporina Bolívar, 1887
- Metrioptera prenjica (Burr, 1899)
- Metrioptera saussuriana (Frey-Gessner, 1872)
- Metrioptera tsirojanni Harz & Pfau, 1983